# Prospeed Competition
Prospeed Competition, créée par Rudi Penders et Luc Goris en 2006, est une équipe belge de compétition automobile.

## Activité

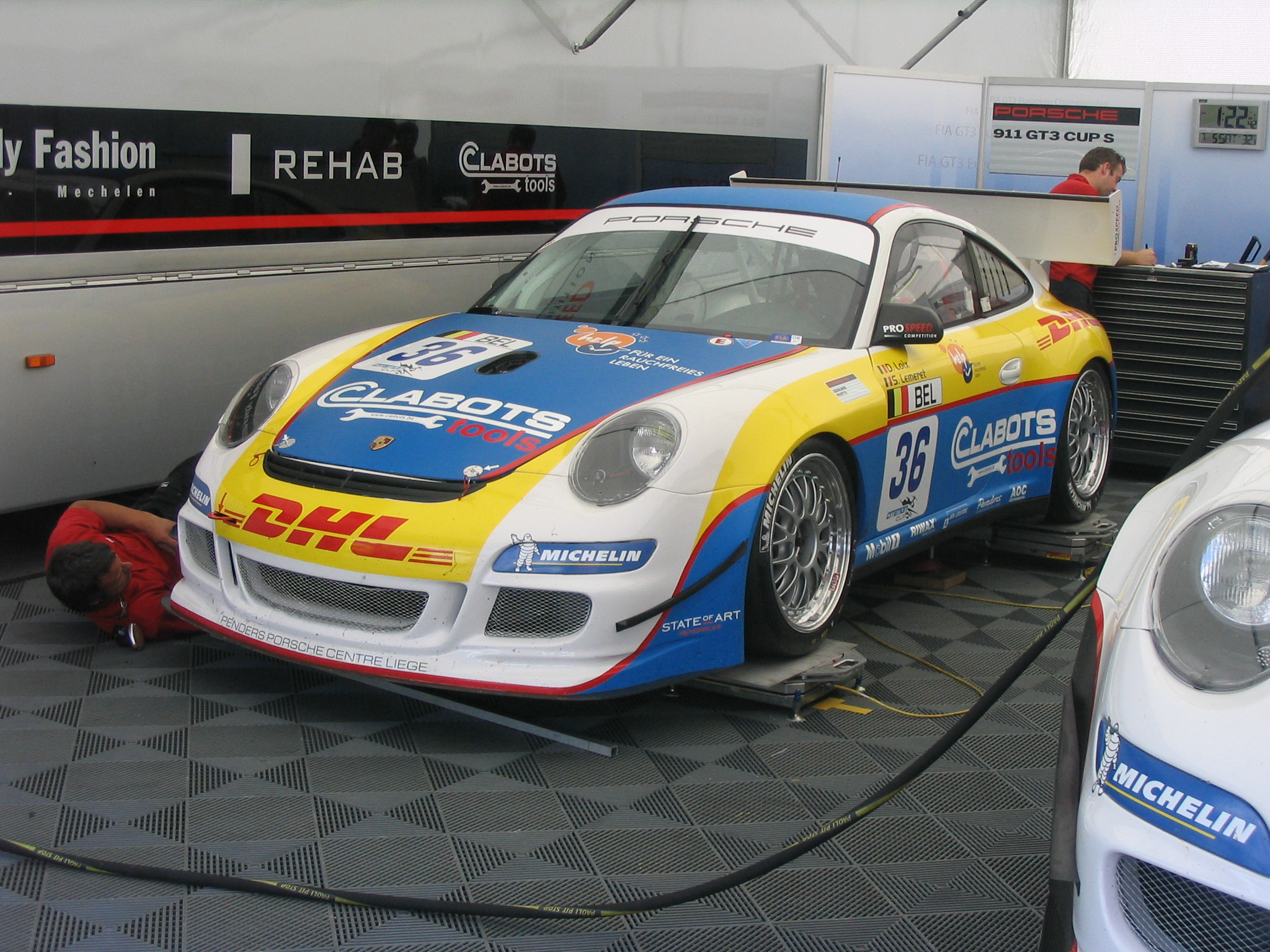
La Porsche 997 GT3 de FIA GT3 en 2008

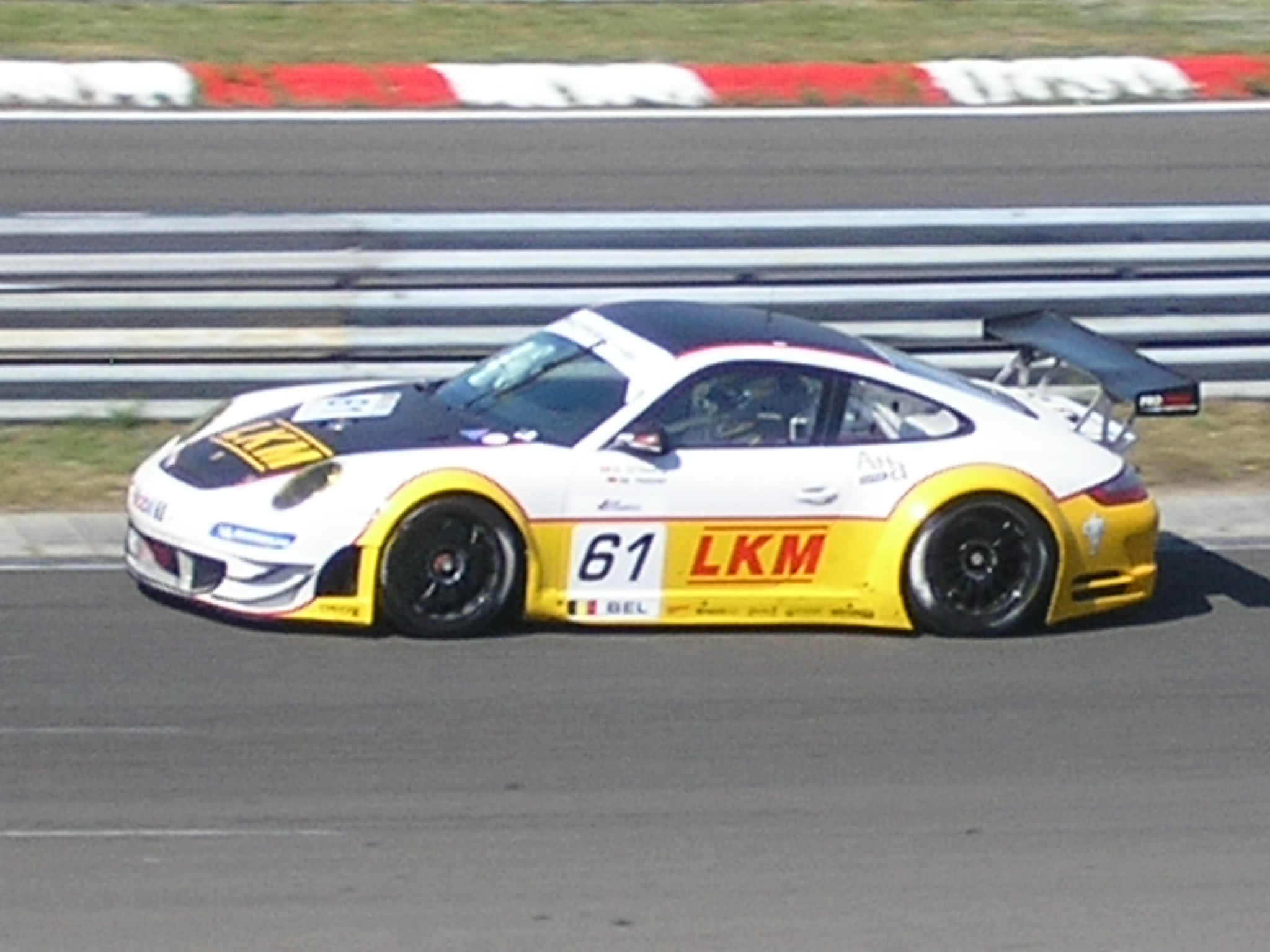
La Porsche 997 GT3 à Budapest en 2009

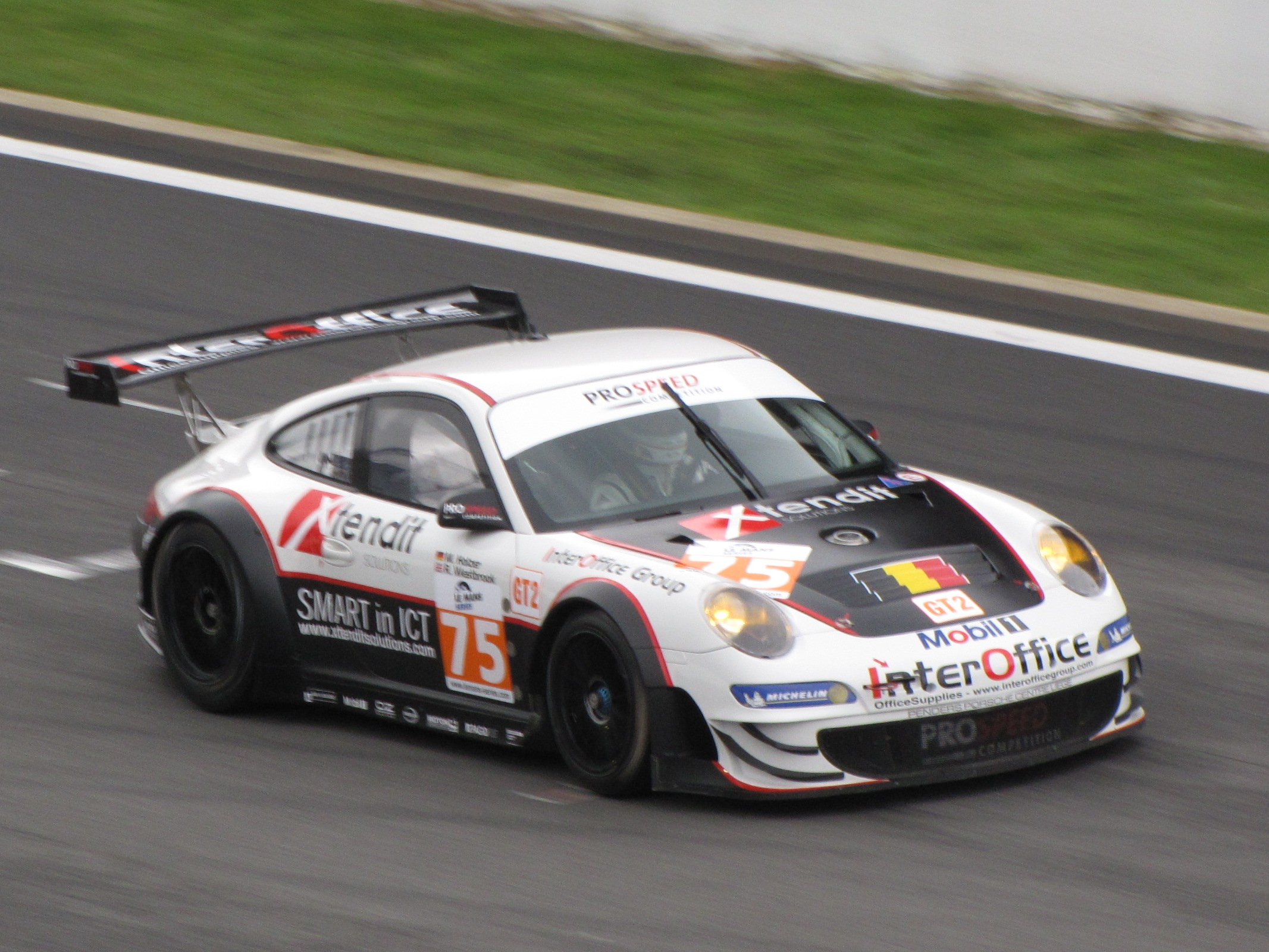
La Porsche 997 GT3 à Spa en 2010

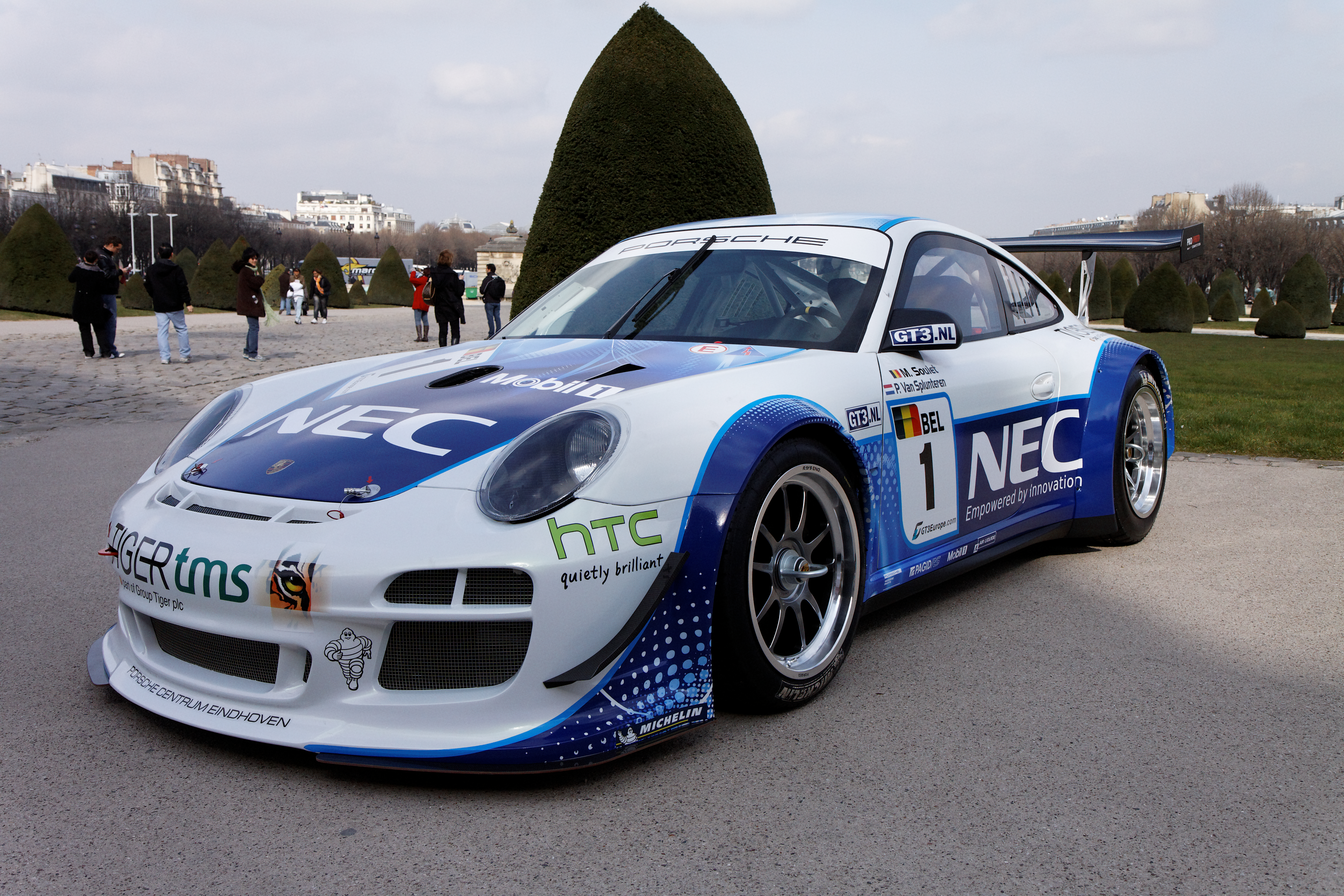
La Porsche 997 GT3 de Blancpain Endurance Series en 2011

ProSpeed Competition possède ses propres ateliers de plus de 1000 m², situés à Grâce-Hollogne sur les hauteurs de Liège. L'écurie dispose d'un personnel permanent spécialisé en ingénierie, mécanique, électricité, carrosserie, logistique, marketing, communication et droit.
Depuis 2008, ProSpeed Competition est officiellement soutenue par Porsche Motorsport.
En 2012, ProSpeed Competition poursuit son développement. La société est désormais articulée autour de cinq expertises : l'équipe professionnelle, le département "engineering", l'atelier "racing services", le secteur "racing shop" et département "marketing-brand activation-communication". 

## Palmarès
- Championnat FIA GT
  - Vainqueur du classement pilote en GT2 en 2009 avec Richard Westbrook

- Championnat d'Europe FIA GT3
  - Vainqueur du classement par équipes en 2010
  - 2e du classement pilote en 2010 avec Marco Holzer et Paul van Splunteren

- Belcar Endurance Championship
  - 2e et vainqueur du classement par équipes en classe 2 en 2006
  - 2e et vainqueur du classement pilote en classe 2 en 2006 avec Franz Lamot
  - Vainqueur des 24 Heures de Zolder en 2009 avec Rudi Penders, Franz Lamot, David Loix et Louis Machiels
  - 2e du classement par équipes en 2010
  - 2e du classement pilote en 2010 avec Franz Lamot
  - Vainqueur classement par équipes en 2011
  - Vainqueur classement pilote en 2011 avec Marc Goossens et Maxime Soulet

- 24 Heures de Dubaï
  - 3e en 2007

- Le Mans Series
  - Victoire dans la catégorie GTE Am aux 6 Heures du Castellet en 2012

## Pilotes
- Marc Goossens
- Jan Heylen
- Marco Holzer
- Petri Lappalainen
- Maxime Soulet
- Paul Van Splunteren